# Gabriel Rebollo Canales
Gabriel Rebollo Canales (1874-1941) fue un arquitecto español originario de Segovia, destacó como el creador del innovador puente modernista de San Miguel en la Ciudad de Huesca. Este puente, uno de los primeros en España construido con hormigón armado, fue reconocido como Bien de Interés Cultural en Zaragoza el 17 de junio de 2013. La distinción fue otorgada por la Consejera de Educación, Universidad, Cultura y Deporte del Gobierno de Aragón, complementando el Decreto 256/2007 del 2 de octubre.

## Biografía
Nacido en 1874 en la provincia de Segovia, Gabriel Rebollo Canales completó sus estudios de ingeniería en 1898 y fue destinado a su provincia natal, donde se especializó en caminos y carreteras. En 1901, se unió a la casa Hennebique y retomó el proyecto del puente sobre el río Caudal en Mieres cuando Ribera dejó la organización. Sin embargo, este proyecto y otras obras de la firma no llegaron a construirse.
Después de abandonar la empresa Hennebique en 1902, emprendió su propia aventura empresarial. Su reputación como constructor de puentes y experto en hormigón armado le valió, en 1911, el encargo de una de sus obras más destacadas: el puente de San Miguel en Huesca. Aunque continuó su exitosa actividad en el Consejo Superior de Ferrocarriles hasta su fallecimiento, esta construcción se destaca como una de sus últimas obras conocidas en este campo.
Gabriel Rebollo Canales falleció en 1941 a la edad de 67 años, dejando un legado significativo en la arquitectura y la ingeniería, especialmente por su contribución pionera al uso de hormigón armado en la construcción de puentes en España.

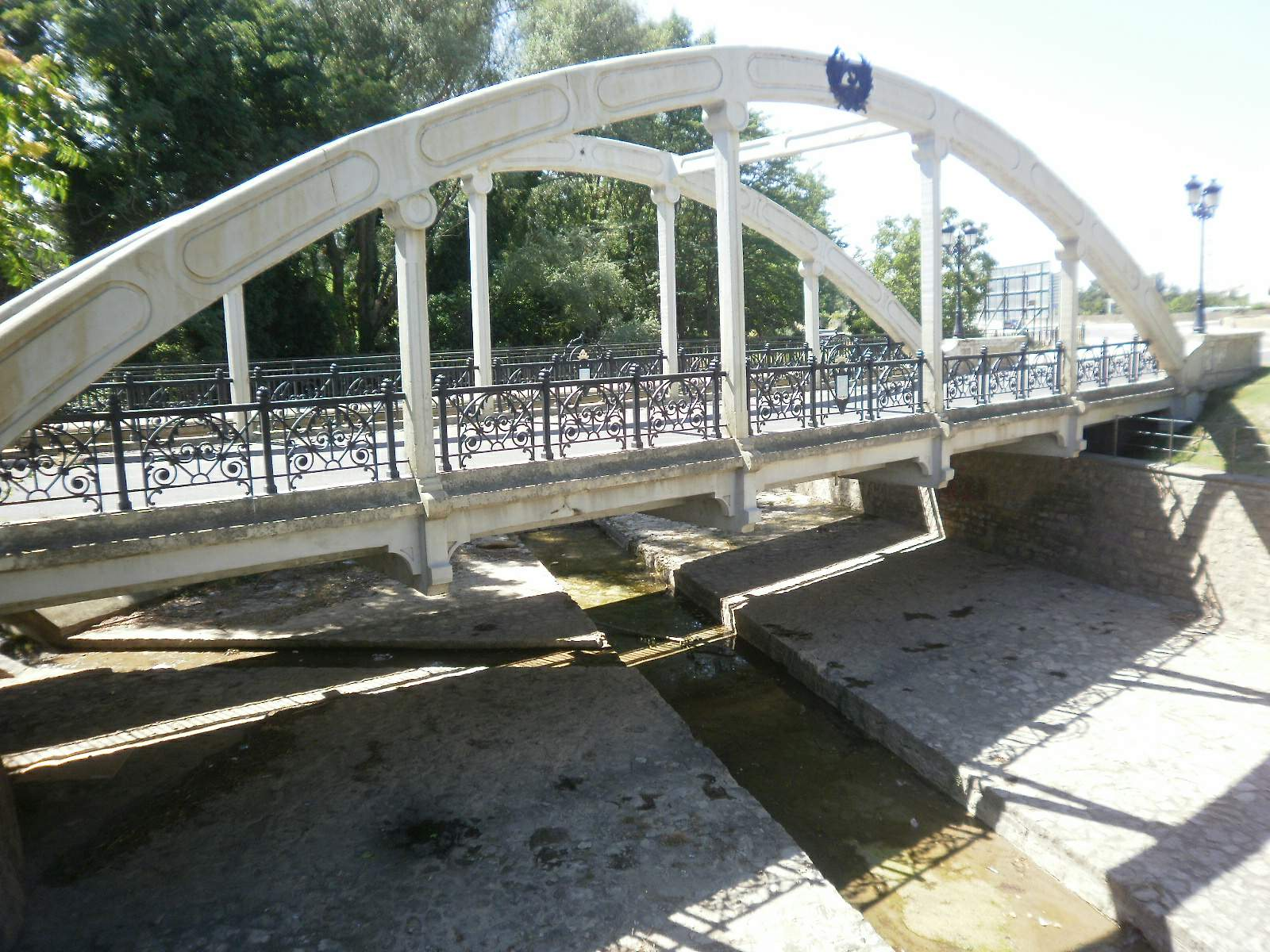
Puente de San Miguel